# USS Janssen (DE-396)
USS Janssen (DE-396) là một tàu hộ tống khu trục lớp Edsall từng phục vụ cùng Hải quân Hoa Kỳ trong Chiến tranh Thế giới thứ hai. Nó là chiếc tàu chiến duy nhất của Hải quân Hoa Kỳ được đặt cái tên này, theo tên Trung úy Hải quân Ralph Wille Janssen (1915-1942), người từng phục vụ trên tàu khu trục Porter (DD-356) và đã tử trận vào ngày 26 tháng 10, 1942 khi Porter bị đắm do trúng ngư lôi đối phương trong Trận chiến quần đảo Santa Cruz. Nó đã phục vụ cho đến khi chiến tranh kết thúc, xuất biên chế năm 1946, rồi cuối cùng bị bán để tháo dỡ vào năm 1973. Janssen được tặng thưởng danh hiệu Đơn vị Tuyên dương Tổng thống cùng một Ngôi sao Chiến trận do thành tích phục vụ trong Thế Chiến II.

## Thiết kế và chế tạo
Lớp Edsall có thiết kế hầu như tương tự với lớp Cannon dẫn trước; khác biệt chủ yếu là ở hệ thống động lực Kiểu FMR do được trang bị động cơ diesel Fairbanks-Morse dẫn động qua hộp số giảm tốc đến trục chân vịt. Đây là cấu hình động cơ được áp dụng rộng rãi trên tàu ngầm, được chứng tỏ là có độ tin cậy cao hơn so với lớp Cannon.
Vũ khí trang bị bao gồm ba pháo 3 in (76 mm)/50 cal trên tháp pháo nòng đơn có thể đối hạm hoặc phòng không, một khẩu đội pháo phòng không Bofors 40 mm nòng đôi và tám pháo phòng không Oerlikon 20 mm. Vũ khí chống ngầm bao gồm một dàn súng cối chống tàu ngầm Hedgehog Mk. 10 (có 24 nòng và mang theo 144 quả đạn); hai đường ray Mk. 9 và tám máy phóng K3 Mk. 6 để thả mìn sâu. Con tàu vẫn giữ lại ba ống phóng ngư lôi Mark 15 21 inch (533 mm), và được trang bị radar SC dò tìm không trung và mặt biển. Thủy thủ đoàn đầy đủ bao gồm 186 sĩ quan và thủy thủ.
Janssen được đặt lườn tại xưởng tàu của hãng Brown Shipbuilding ở Houston, Texas vào ngày 4 tháng 8, 1943. Nó được hạ thủy vào ngày 10 tháng 10, 1943, được đỡ đầu bởi bà Alfred Janssen, mẹ kế của Trung úy Janssen, và nhập biên chế cùng Hải quân Hoa Kỳ vào ngày 18 tháng 12, 1943 dưới quyền chỉ huy của Hạm trưởng, Thiếu tá Hải quân Harold Edward Cross.

## Lịch sử hoạt động
Khởi hành từ Galveston, Texas, vào ngày 11 tháng 1, 1944, Janssen tiến hành chạy thử máy huấn luyện tại khu vực Bermuda cho đến ngày 27 tháng 2, khi nó gặp gỡ để cùng chiếc tàu sân bay hộ tống Bogue (CVE-9) hình thành nên một đội đặc nhiệm tìm-diệt tàu ngầm. Trong những tháng tiếp theo, nó cùng các tàu chị em tuần tra dọc theo các tuyến đường hàng hải vượt Đại Tây Dương giữa vùng bờ Đông và quần đảo Azores nhằm truy lùng tàu ngầm U-boat Đức, xen kẻ với những lượt được tiếp liệu và bảo trì tại các cảng Bắc Phi hay vùng biển Caribe. Đội đặc nhiệm quay trở về Norfolk, Virginia vào ngày 2 tháng 5.
Không lâu sau đó, cùng với đội đặc nhiệm của Bogue, Janssen được điều sang bảo vệ những tuyến đường hàng hải vượt Bắc Đại Tây Dương sang các cảng Anh. Nó quay trở về New York vào ngày 24 tháng 9 để thực hành huấn luyện, rồi sang tháng 12 đã hoạt động tuần tra ngoài khơi bờ biển Maine, sau khi hoạt động của tàu U-boat đối phương gia tăng tại khu vực này. Đến đầu năm 1945, nó tham gia huấn luyện chống tàu ngầm tại các khu vực Casco Bay, Maine và Bermuda.
Lên đường vào ngày 28 tháng 3, Janssen tuần tra tại vùng biển Bắc Đại Tây Dương trong khuôn khổ Chiến dịch Teardrop, khi 24 tàu chiến thuộc các đội đặc nhiệm 22.3, 22.4, 22.8 và Đơn vị Đặc nhiệm 22.7.1 hình thành nên một hàng rào ngăn chặn từ Bắc xuống Nam để chống lại sự xâm nhập của thế hệ tàu U-boat mới trang bị ống hơi. Gia nhập Đội đặc nhiệm 22.3 của Bogue vào ngày 16 tháng 4, lực lượng đã thực hiện nhiều đợt tấn công vào những mục tiêu nghi ngờ. Vào ngày 24 tháng 4, tàu chị em Frederick C. Davis (DE-136) trúng ngư lôi phóng từ tàu U-boat đối phương và bị đắm với tổn thất nhân mạng nặng nề. Janssen đã đi đến khu vực và dò được qua sonar tung tích của đối thủ, và với sự trợ giúp từ các tàu hộ tống khác, nó tiếp cận và tấn công với hơn 40 quả mìn sâu trong ba lượt tấn công, mà cuối cùng đã đánh chìm được tàu ngầm U-546 tại tọa độ 43°53′B 40°07′T / 43,883°B 40,117°T; 26 thành viên thủy thủ đoàn chiếc U-boat đã tử trận, và 33 người sống sót đã bị bắt làm tù binh. 
Sau khi chiến tranh kết thúc tại Châu Âu, Janssen quay trở về New York vào ngày 11 tháng 5, rồi đi đến Norfolk, Virginia để đại tu đồng thời bổ sung vũ khí phòng không, nhằm chuẩn bị để được điều động sang khu vực Mặt trận Thái Bình Dương. Nó tiến hành huấn luyện tại vùng biển Caribe trong tháng 6 trước khi lên đường, đi ngang qua kênh đào Panama và California; tuy nhiên nó chỉ đi đến Trân Châu Cảng vào ngày 21 tháng 8, sau khi Nhật Bản chấp nhận đầu hàng giúp chấm dứt vĩnh viễn cuộc xung đột. Vì vậy nó đón lên tàu 100 hành khách là các cựu chiến binh để vận chuyển về vùng bờ Tây, đi đến San Pedro, California vào ngày 9 tháng 9.
Đi ngược lại kênh đào Panama, Janssen về đến Charleston, South Carolina vào ngày 25 tháng 9, rồi được chuyển đến Green Cove Springs, Florida vào ngày 24 tháng 10, nơi nó bắt đầu chuẩn bị để ngừng hoạt động. Nó được cho xuất biên chế vào ngày 12 tháng 4, 1946 và được đưa về Hạm đội Dự bị Đại Tây Dương, neo đậu tại Philadelphia, Pennsylvania. Con tàu được cho rút tên khỏi danh sách Đăng bạ Hải quân vào ngày 1 tháng 7, 1972, và cuối cùng bị bán để tháo dỡ vào ngày 15 tháng 10, 1973.

## Phần thưởng
Janssen được tặng thưởng danh hiệu Đơn vị Tuyên dương Tổng thống cùng một Ngôi sao Chiến trận do thành tích phục vụ trong Thế Chiến II.
|  |             |  |
|  | Bronze star |  |

| Dãi băng Hoạt động Tác chiến (truy tặng) | Dãi băng Hoạt động Tác chiến (truy tặng)                                     | Đơn vị Tuyên Dương Tổng thống                                                | Đơn vị Tuyên Dương Tổng thống        |
| Huân chương Chiến dịch Hoa Kỳ            | Huân chương Chiến dịch Châu Âu-Châu Phi-Trung Đông với 1 Ngôi sao Chiến trận | Huân chương Chiến dịch Châu Âu-Châu Phi-Trung Đông với 1 Ngôi sao Chiến trận | Huân chương Chiến thắng Thế Chiến II |